# Sarniwka (obwód wołyński)
Sarniwka (ukr. Сарнівка) – wieś na Ukrainie, w obwodzie wołyńskim, w rejonie łuckim. W 2001 roku liczyła 381 mieszkańców.